# Theodor Kittelsen
Theodor Severin Kittelsen (Kragerø, 27 de abril de 1857 — Jeløya, 21 de janeiro de 1914) foi um artista e escritor norueguês, conhecido pelas suas pinturas inspiradas na natureza e pelas suas ilustrações de contos de fadas e lendas, especialmente de tróis. É considerado um dos artistas mais populares da Noruega.

## Biografia

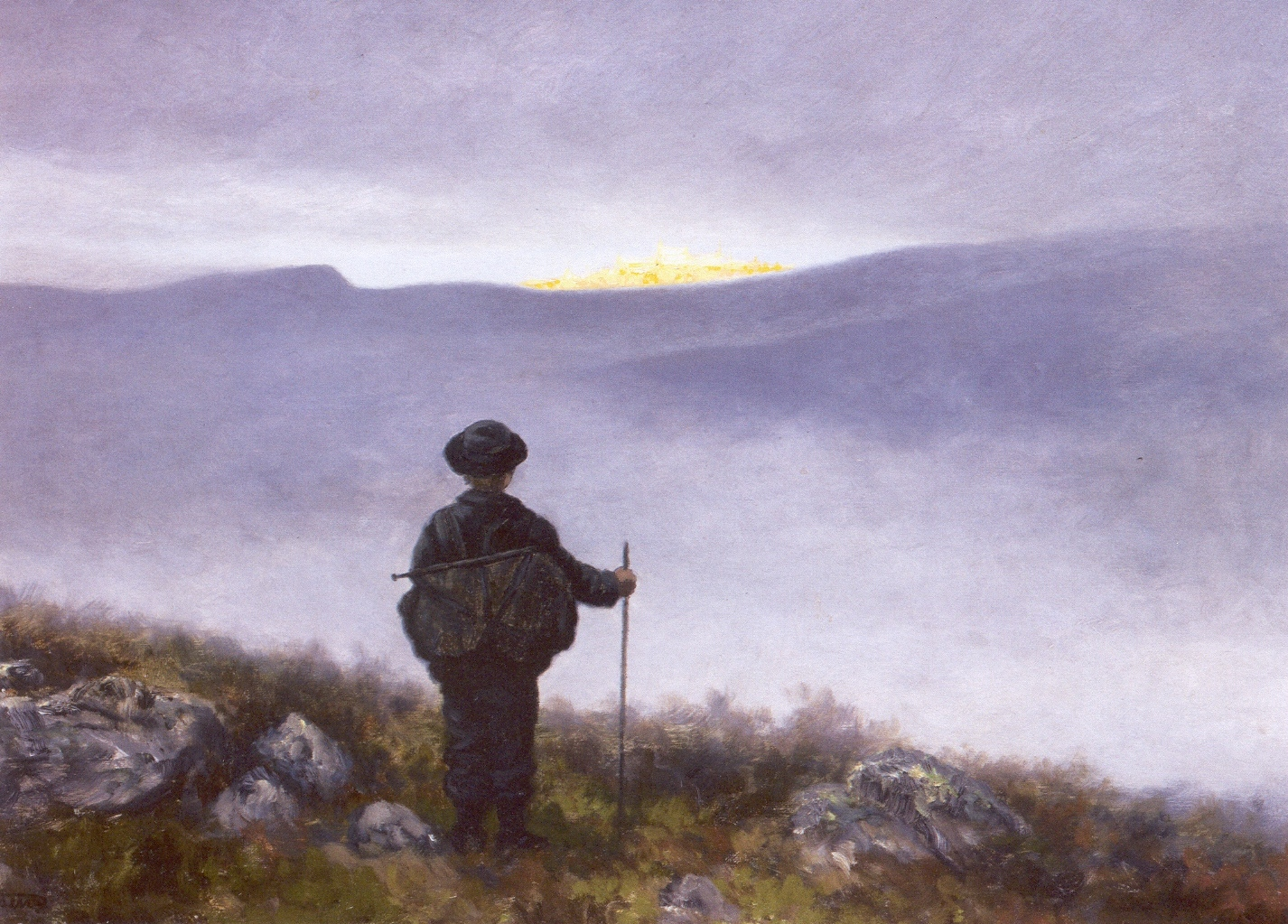
Soria Moria da obra Norske Folkeeventyr.

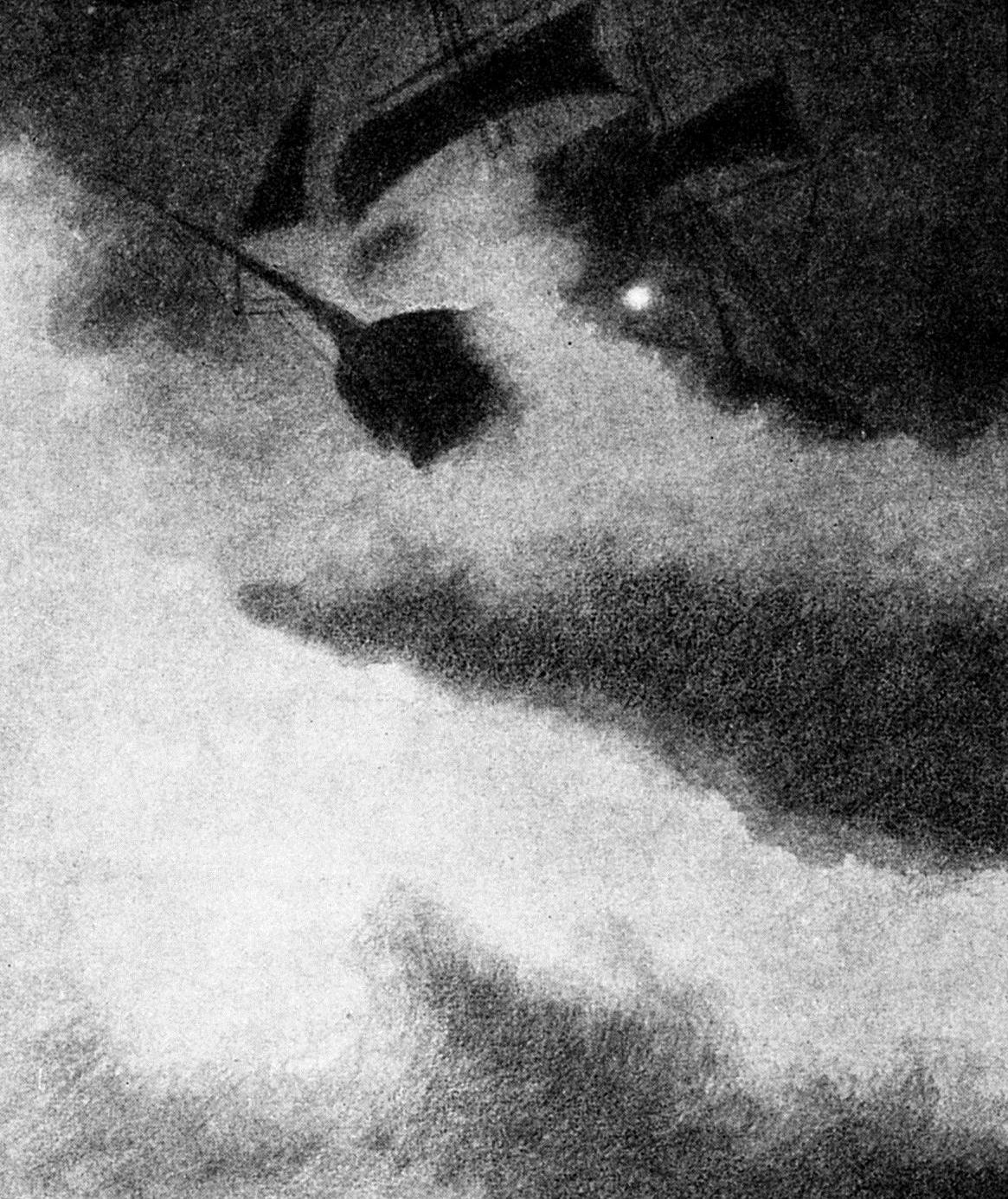
Navio em Plena Tempestade num Farol (1892), um esboço a preto e branco de Theodor Kittelsen.

Nascido na comuna costeira de Kragerø, situada no condado norueguês de Telemark, o seu pai morreu quando ainda era jovem, tendo deixado uma esposa e oito filhos numa situação financeira difícil. Theodor tinha apenas onze anos quando foi aprendiz de relojoeiro. Aos dezassete anos, o seu talento artístico foi descoberto por Diderich Maria Aall, que inscreveu-o na escola de desenho de Wilhelm von Hanno em Cristiânia (atual Oslo). Devido ao generoso apoio financeiro de Aall, Theodor estudou posteriormente em Munique, na Alemanha. No entanto, em 1879, Diderich Aall não pôde continuar com o seu apoio financeiro, logo Theodor teve que ganhar o seu dinheiro como desenhador de jornais e revistas alemãs.
Em 1882, Theodor recebeu uma bolsa estatal para estudar em Paris. Em 1887, regressou definitivamente para a Noruega, onde encontrou na natureza uma grande fonte de inspiração. Passou os próximos dois anos em Lofoten, onde viveu com a sua irmã e o seu cunhado no Farol de Skomvær. No mesmo local, Theodor também começou a escrever textos para complementar os seus desenhos.
Em 1899, Theodor Kittelsen e a sua família mudaram-se para uma nova casa com um estúdio artístico, que ele designou por Lauvlia, perto de Prestfoss, onde passou os seus melhores anos artísticos. Durante esse período, Theodor foi contratado pelos folcloristas noruegueses Peter Christen Asbjørnsen e Jørgen Moe, para ilustrar os Contos Populares Noruegueses (em norueguês:  Norske Folkeeventyr). Em 1908, foi nomeado Cavaleiro da Real Ordem Norueguesa de Santo Olavo. No entanto, foi forçado a vender e abandonar Lauvlia em 1910 devido a problemas de saúde. Theodor recebeu um estipêndio artístico em 1911 mas morreu na falência em 1914.
O estilo artístico de Theodor pode ser classificado entre neorromântico e a pintura naïf. Como artista nacional norueguês é altamente respeitado e muito conhecido no seu país mas não é muito conhecido internacionalmente, pelo facto do seu nome não ser frequentemente incluído nos registos dos pintores e artistas reconhecidos internacionalmente.

## Museus dedicados a Theodor Kittelsen
O antigo lar de Theodor Kittelsen, Lauvlia, onde viveu entre 1899 e 1910, está situado ao norte de Prestfoss, na rota 287, com vista panorâmica ao lago Soneren. A zona circundante, em particular o monte Andersnatten, serviu de inspiração para algumas das paisagens mais famosas de Theodor Kittelsen. Atualmente, Lauvlia é um museu privado que apresenta exposições das obras originais de Theodor Kittelsen, juntamente com as esculturas de madeira e os murais. A cada ano, é realizada uma nova exposição, onde são organizadas atividades de pintura e arte para crianças. As pinturas expostas são giradas a cada ano.
O Museu Theodor Kittelsen situa-se na cumeeira de Skuterudhøyden, nas minas de cobalto, perto da fábrica Blaafarveværket. As interpretações poéticas de Theodor Kittelsen sobre a natureza, floresta, as montanhas e os tróis, são apresentadas na forma de mobílias esculpidas, pinturas a óleo, aguarelas e desenhos.
A casa onde Theodor Kittelsen cresceu em Kragerø, é também na atualidade um museu dedicado ao seu legado.

## Pinturas e desenhos

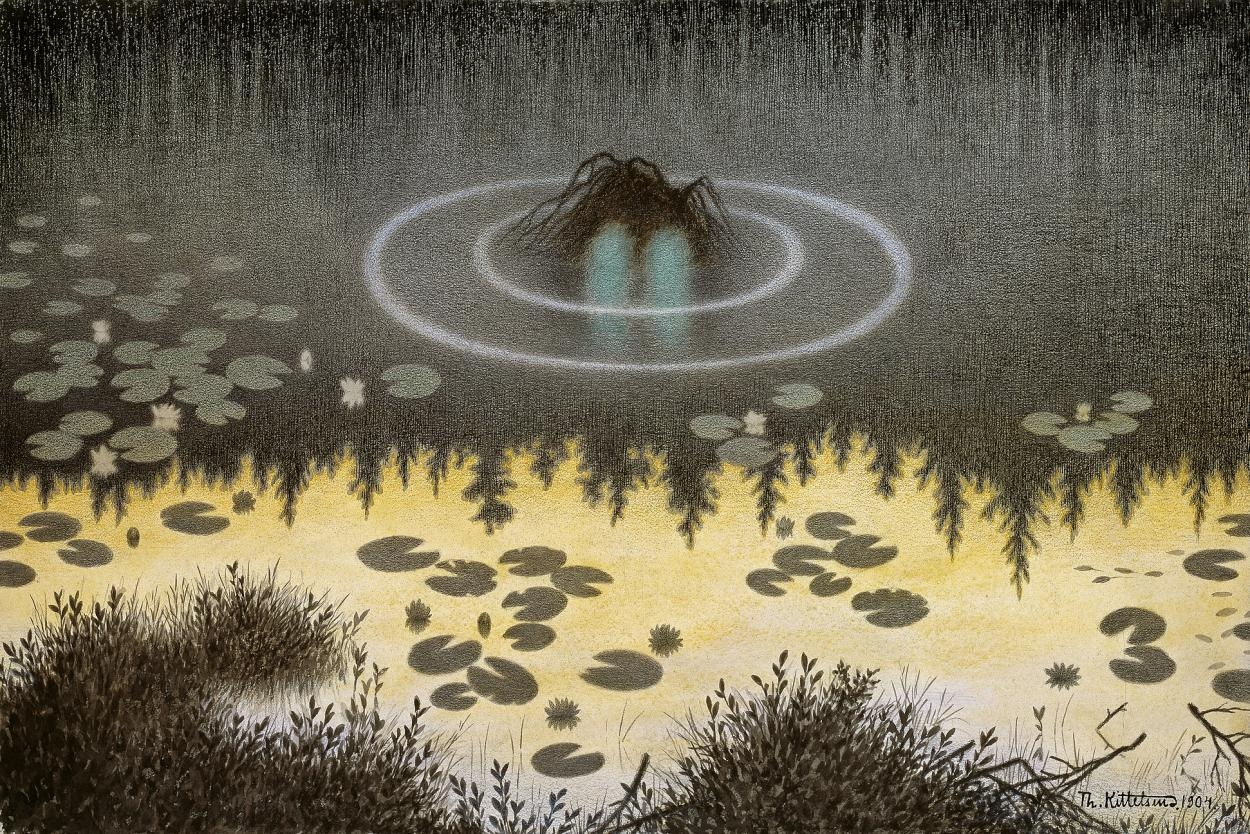
Nøkken, 1887–92 (O Espírito Aquático)
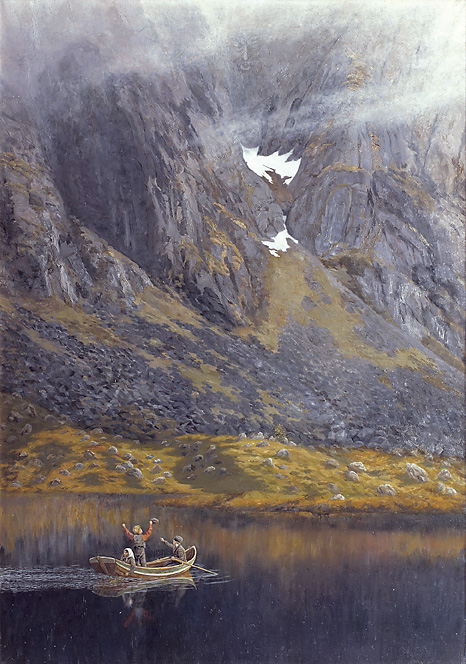
Ekko (Eco), 1888
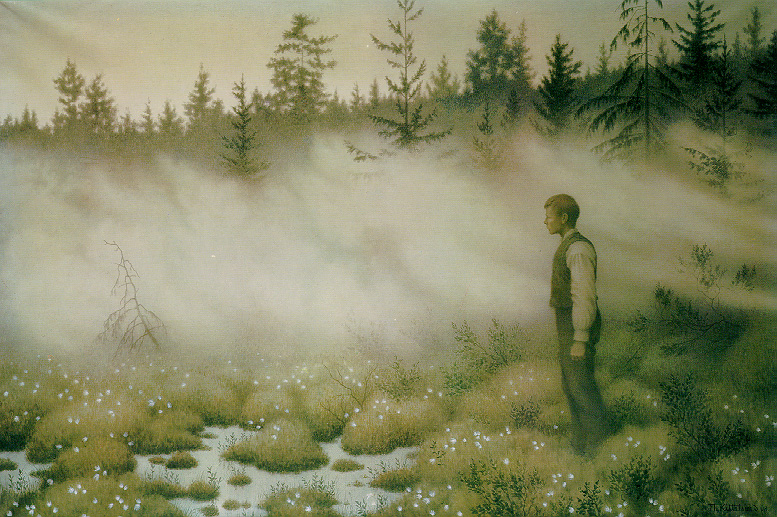
Huldra forsvant (A Fada que Desapareceu)
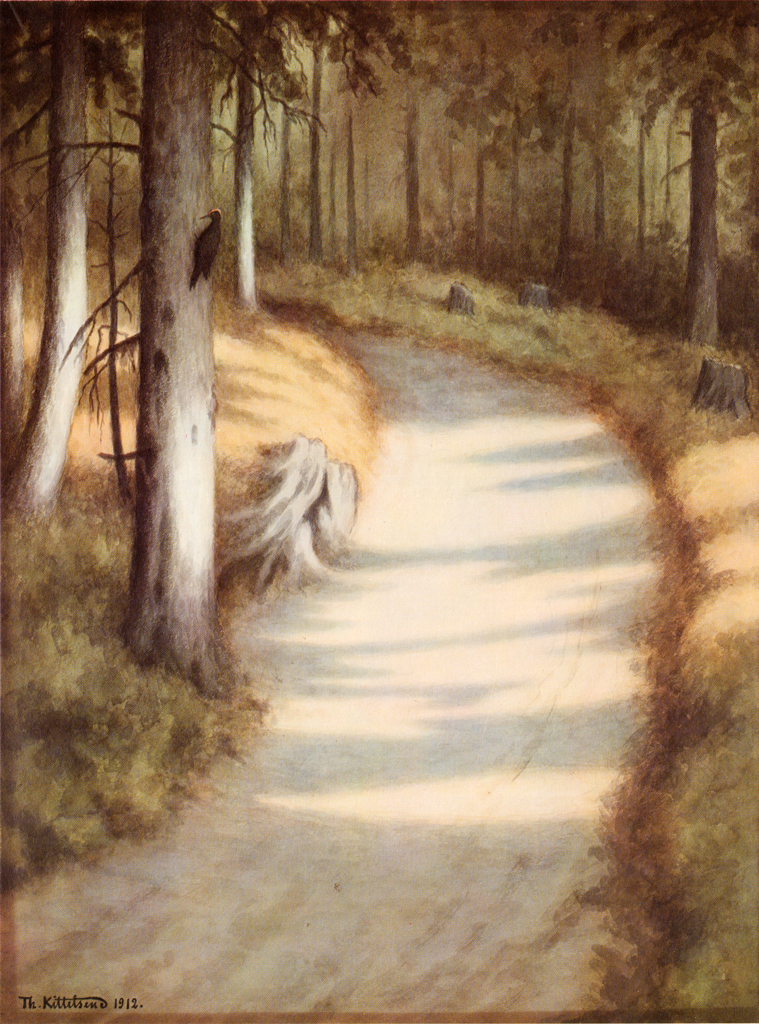
Hakkespett, 1912 (Pica-pau)
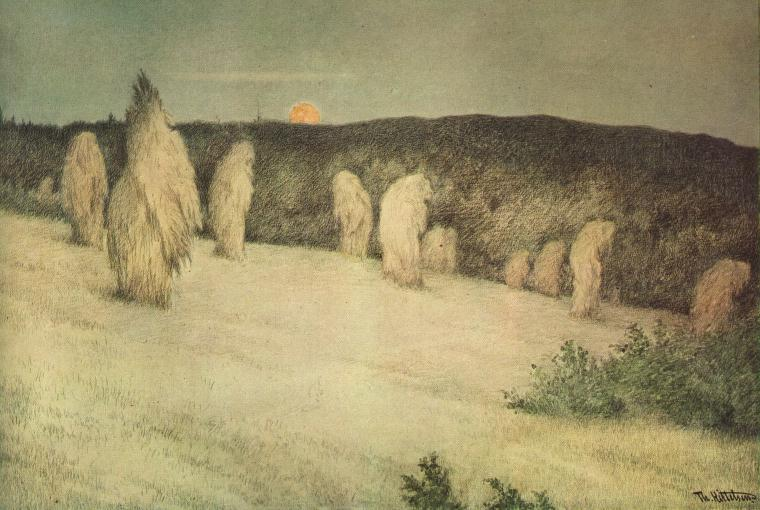
Kornstaur i måneskinn, (Medas de Milho sob a Luz da Lua)
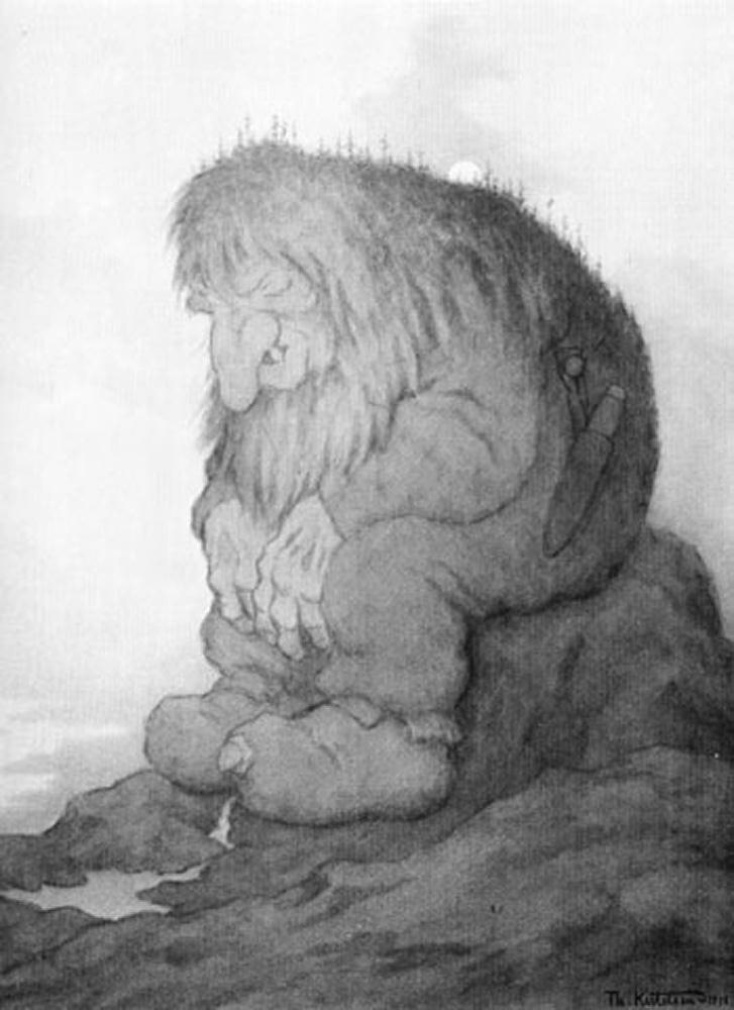
Trollet som grunner på hvor gammelt det er, 1911 (O trol se pergunta quantos anos têm)
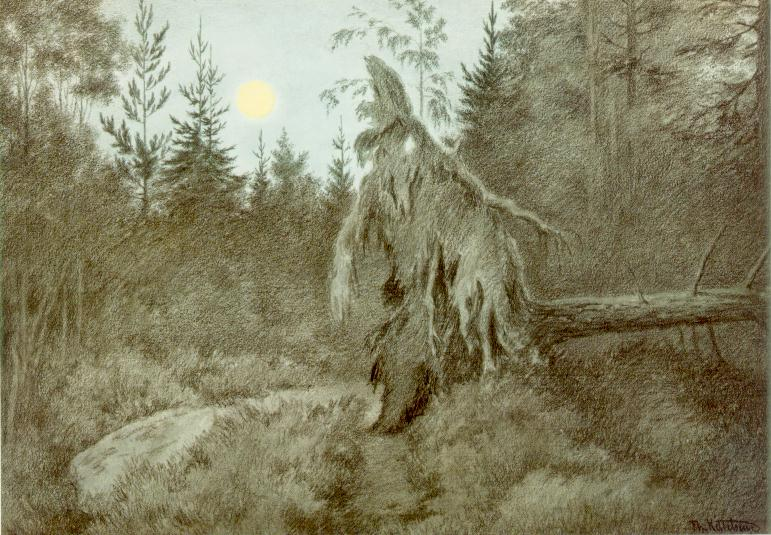
Det rusler og tusler rasler og tasler, 1900 (Arrepiante, Rastejante, Farfalhante, Agitado)
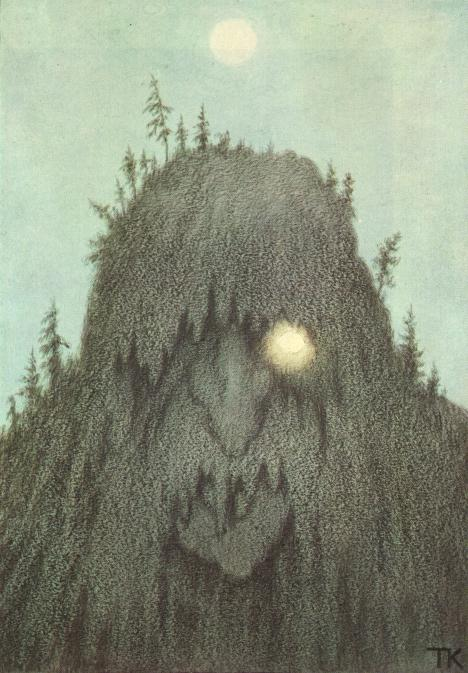
Skogtroll, 1906 (Trol da Floresta)
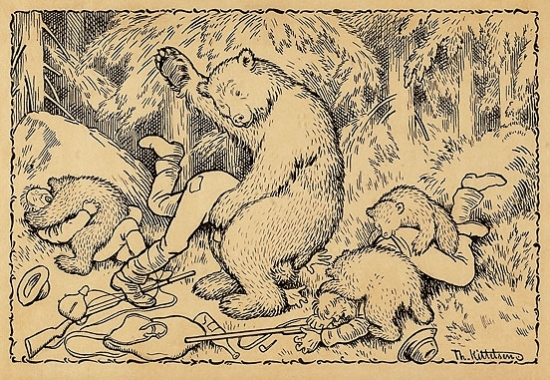
En uheldig bjørnejakt (Uma Lamentável Caça de Ursos)
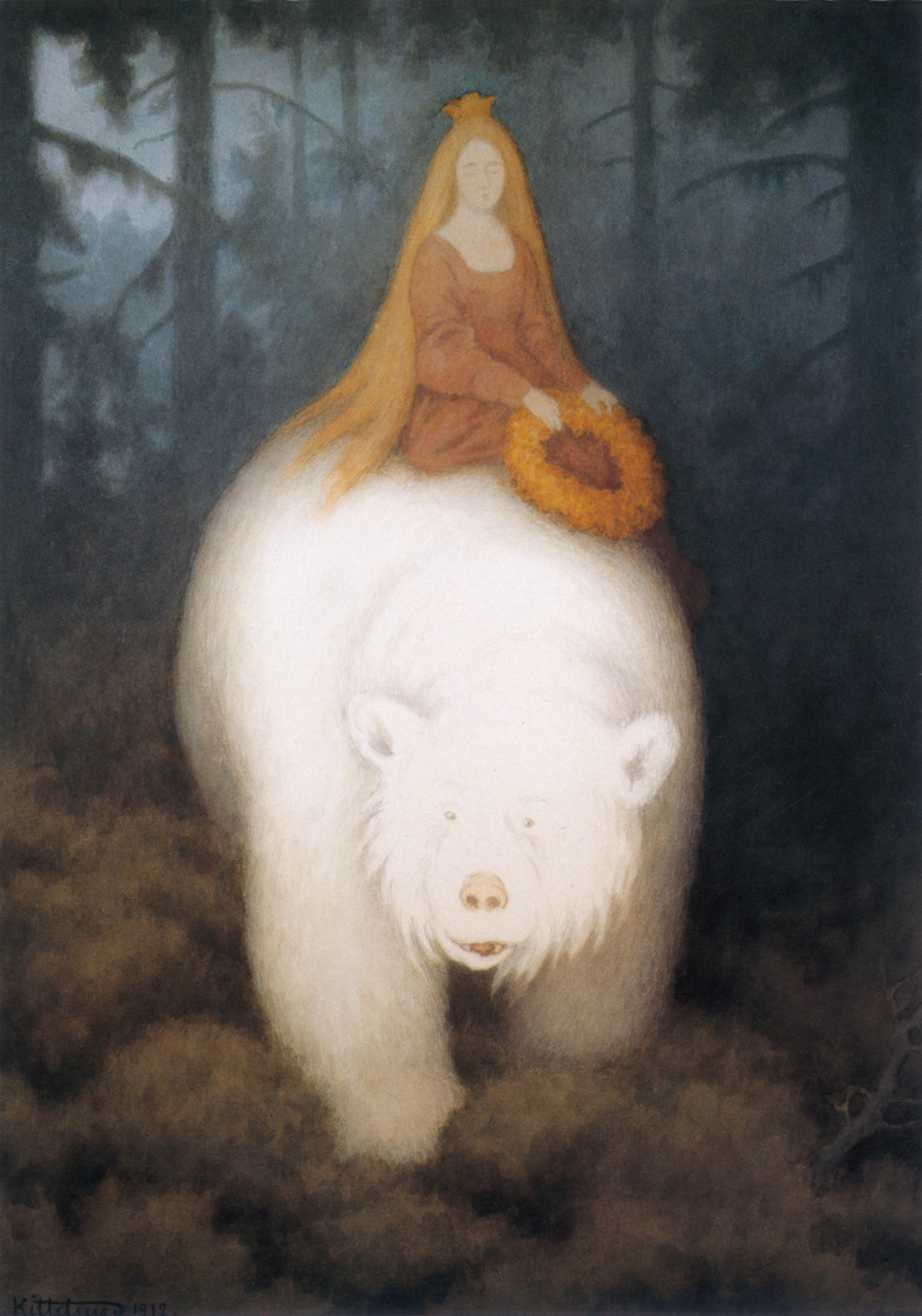
Kvitebjorn - Kong Valemon, 1912 (Valemon, o Rei Urso-polar)
Op under Fjeldet toner en Lur, 1900 (Acima dos montes, a chamada de um clarim ecoa)
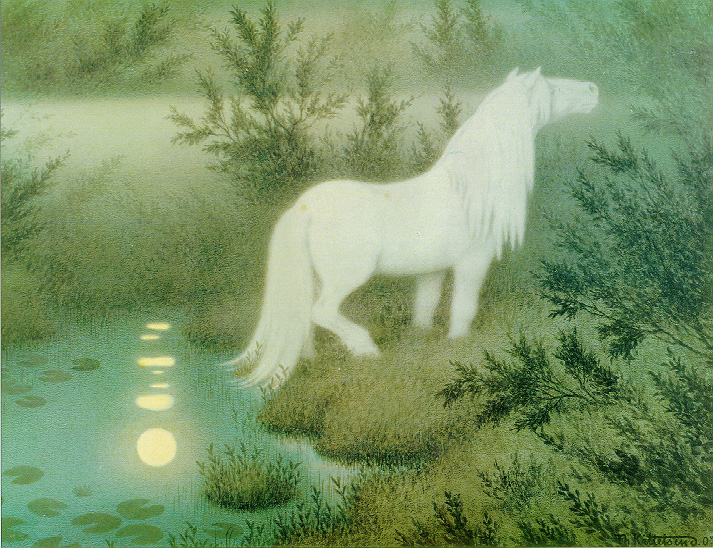
Nøkken som hvit hest, 1909 (A Nixe como um cavalo branco)
Juletroll, 1907 (Trol do Natal)
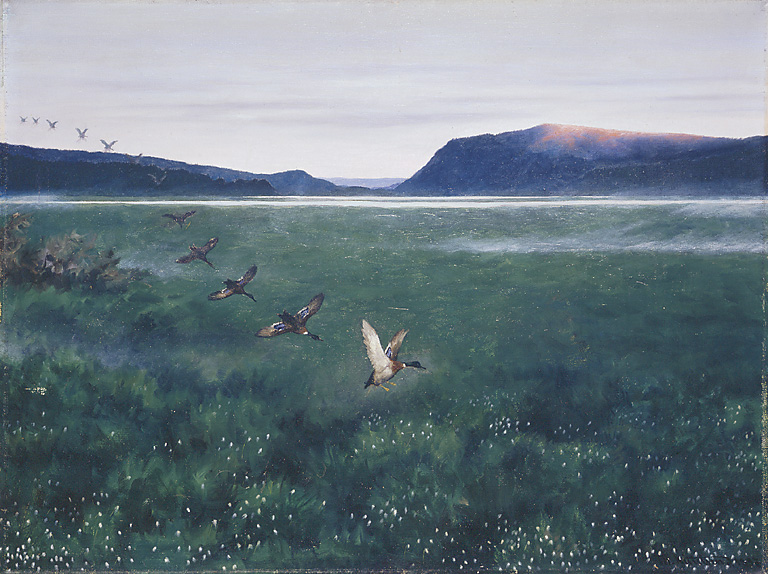
12 villender, 1897 (Os doze patos selvagens)
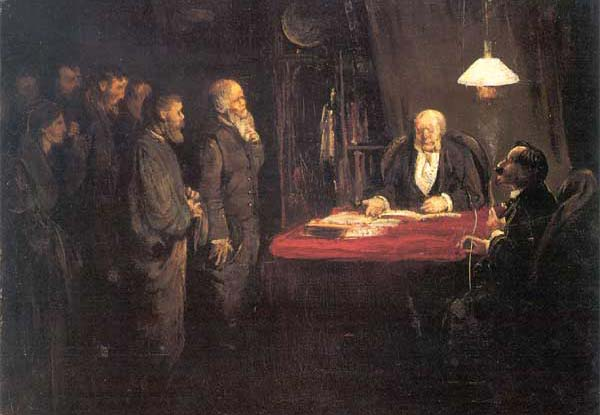
Streik, 1879 (Greve)
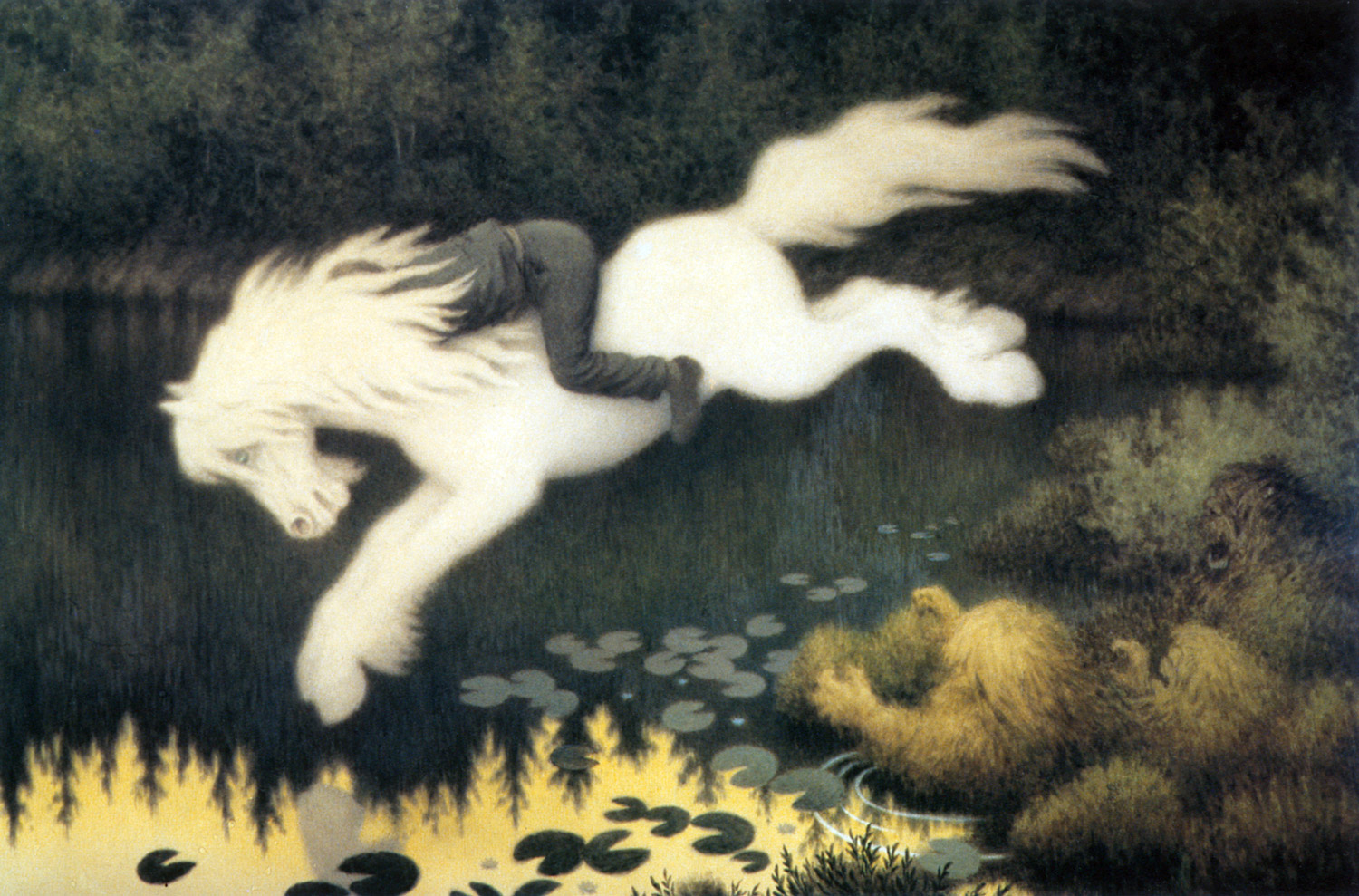
Gutt på hvit hest (Um rapaz no cavalo branco)
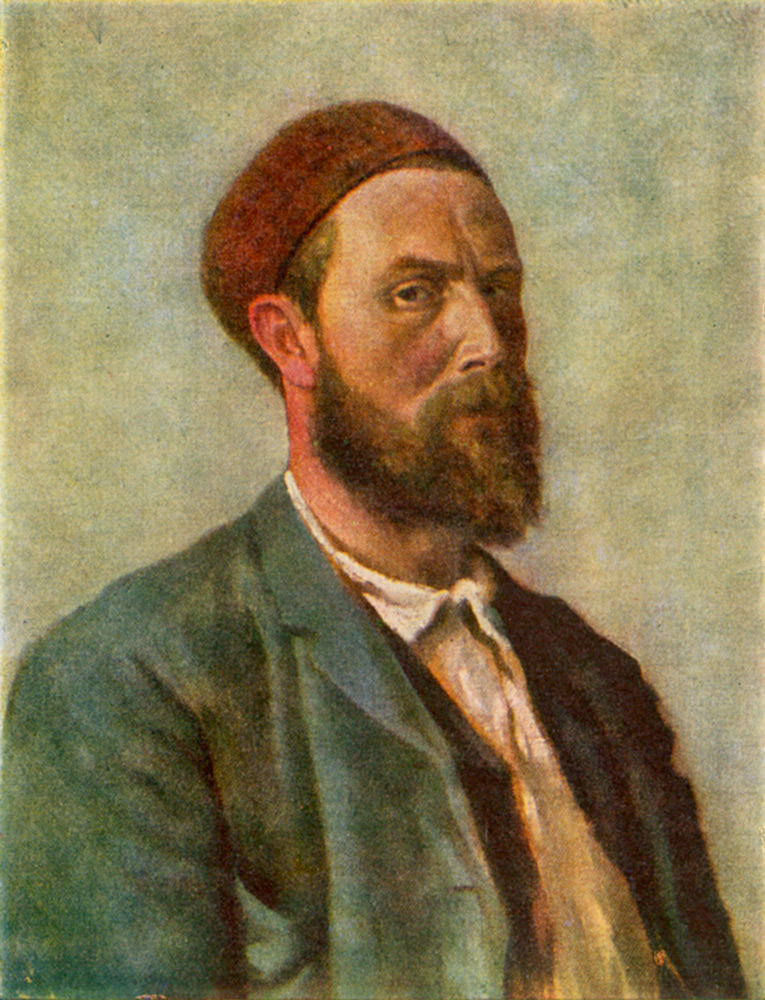
selvportrett, 1891 (Autorretrato)

### Ilustrações da obra Svartedauen

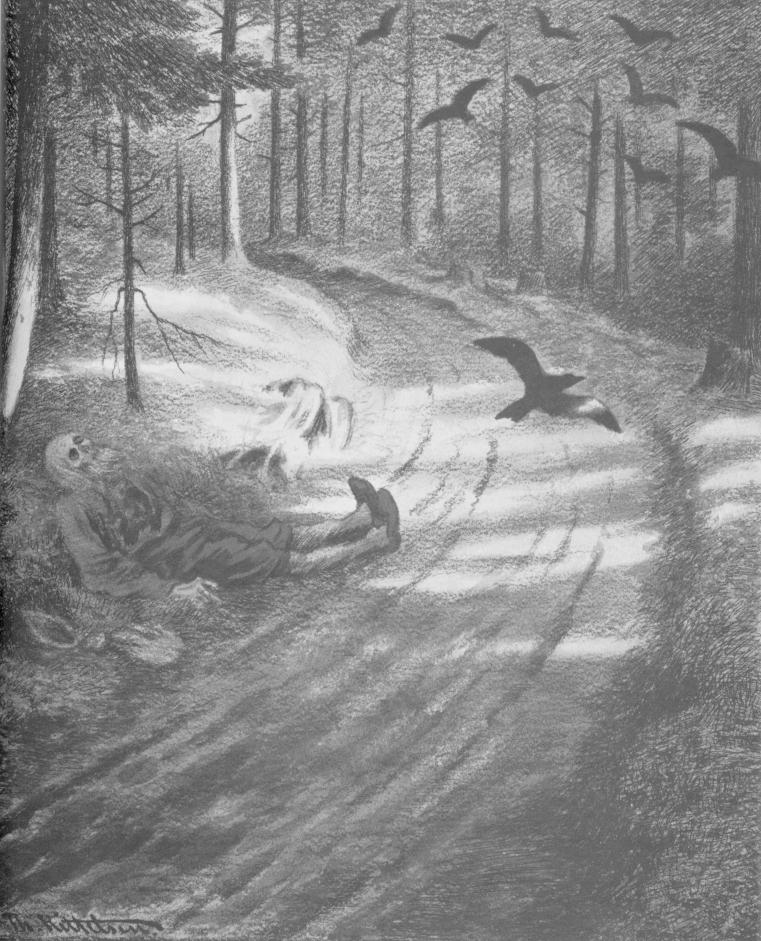
Fattigmannen, 1894–95 (O Mendigo)
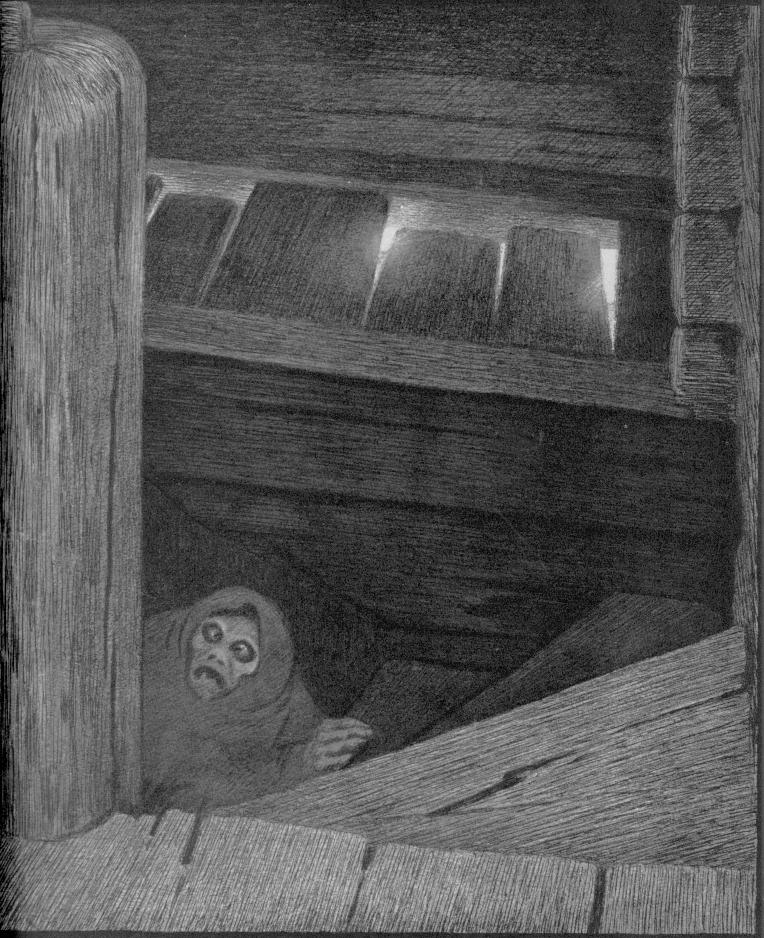
Pesta i trappen, 1896 (Peste nas Escadas)
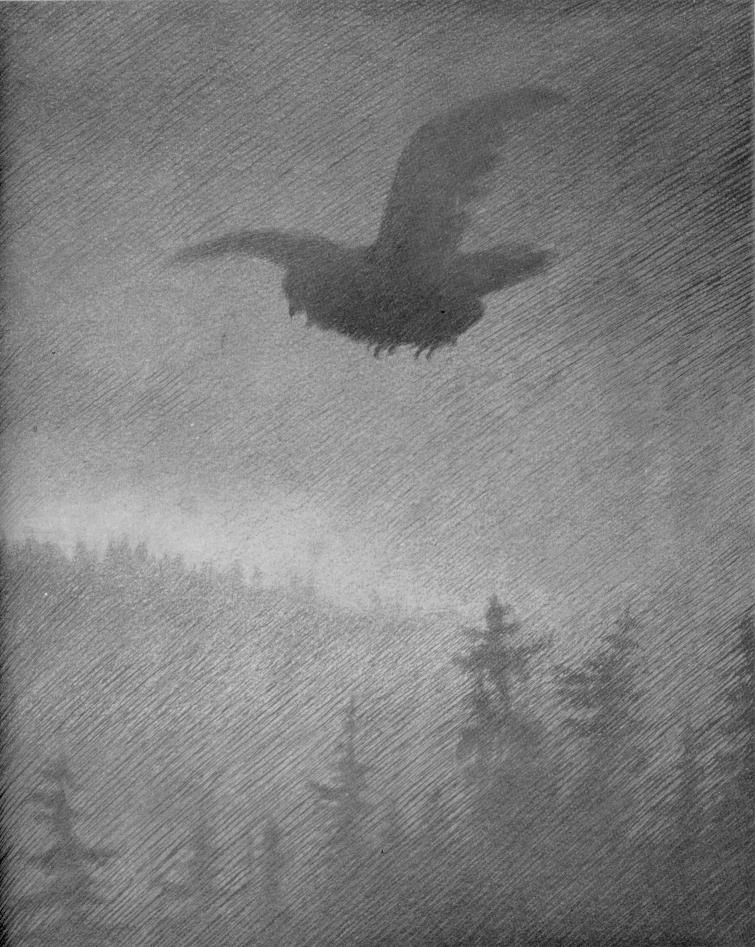
Pesta Kommer, 1894–95 (A Peste está a Chegar)
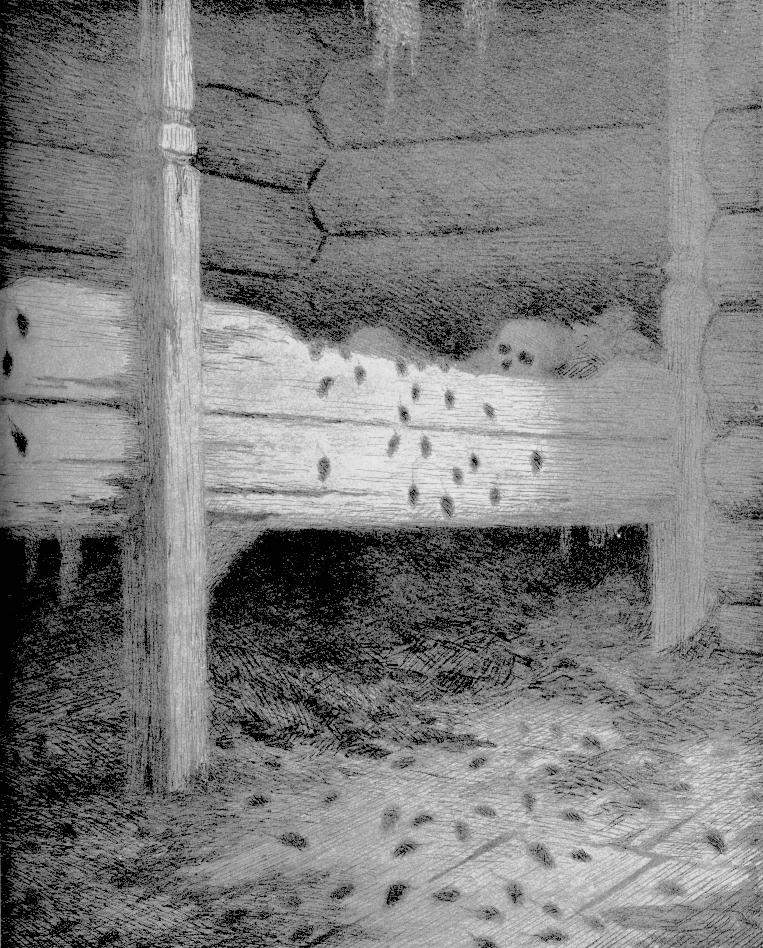
Musstad, 1896 (O rato da cidade)